# Bryorachis pichoni
Bryorachis pichoni är en mossdjursart som beskrevs av Gordon och Arnold 1998. Bryorachis pichoni ingår i släktet Bryorachis och familjen Phidoloporidae. Inga underarter finns listade i Catalogue of Life.